# پروتوا
پروتوا (به لاتین: Protva) یک رود در روسیه است که در استان کالوگا واقع شده‌است. شهرهای بوروفسک، پروتوینو و اونینسک در کنار این رود قرار دارند.